# UL Benchmarks
UL Benchmarks, anciennement Futuremark, est une compagnie de développement logiciel, basée notamment en Finlande, qui produit des logiciels de benchmarking pour particuliers et professionnels.

## Historique
La société est fondée en 1997. Rapidement, la société change de nom en MadOnion.com pour finalement devenir "Futuremark Corporation" en 2002.
En 2008, la société lance Futuremark Games Studio, sa filiale de conception de jeux vidéo. En novembre 2009, Futuremark sort Shattered Horizon, un jeu de tir subjectif se déroulant dans l'espace. En 2012, Rovio rachète Futuremark Games Studio.
En 2014, UL Benchmarks, société délivrant des certificats de sécurité électronique, rachète Futuremark. En 2018, Futuremark change de nom et adopte le nom de son propriétaire, UL Benchmarks.

## Description
FutureMark est une société qui développe des applications logicielles de benchmarking. Ses logiciels sont utilisés par des magazines sur l'informatique et dans la communauté du jeu vidéo (score 3DMark, son produit phare) pour comparer les machines et la puissance de leur configuration.

## Dates des sorties des 3DMark
- Octobre 1998 ~ 3DMark 99
- Mars 1999 ~ 3DMark 99 MAX
- Décembre 1999 ~ 3DMark2000
- Mars 2001 ~ 3DMark2001
- Février 2002 ~ 3DMark2001 Second Edition (SE)
- Février 2003 ~ 3DMark03
- Septembre 2004 ~ 3DMark05
- Janvier 2006 ~ 3DMark06
- Avril 2008 ~ 3DMark Vantage
- Novembre 2010 ~ 3DMark11

## Source
- (en) Cet article est partiellement ou en totalité issu de l’article de Wikipédia en anglais intitulé « Futuremark » (voir la liste des auteurs).

1. ↑  (en) « Futuremark Announces the Futuremark Games Studio », sur benchmarks.ul.com (consulté le 8 décembre 2020)
2. ↑  (en) Chris Welch, « 'Angry Birds' creator Rovio acquires Futuremark Games Studio », sur The Verge, 27 mars 2012 (consulté le 8 décembre 2020)
3. ↑  « Futuremark Adopts Parent Company's Name, Becomes 'UL Benchmarks' - ExtremeTech », sur www.extremetech.com (consulté le 8 décembre 2020)